# Аденія
Аденія (Adenia) — рід отруйних сукулентних рослин.

## Опис
Рід аденія з родини Пасифлорові включає в себе понад 20 видів ксерофітних рослин, серед яких є чудові каудициформи. Представники роду аденія вважаються одними з традиційних каудексних рослин.
Каудекс у аденій може бути підземним або надземний сильно роздутий стовбур. Для всіх аденій характерні плетисті ліаноподібні гілки, забезпечені вусиками, які іноді перетворюються в шипи.
У природі або у відкритому ґрунті каудекс деяких видів аденій може досягати метра і більше в діаметрі.
Більшість аденій дуже отруйні, навіть є вид, який так і називається Аденія отруйна.
Це варто враховувати при роботі з рослинами — потрібно обов'язково користуватися рукавичками і ретельно мити руки після роботи.
Найпоширеніший в колекціях вид — аденія сиза походить з Південної Африки, утворює кеглеподібний зелений каудекс, має гарні темно-зелене листя розсічені на п'ять частин.

## Догляд

### Освітлення
Аденія воліє рости в тінистому місці, а листя рослини повинні перебувати на сонці. Найкращий варіант для аденії це яскраве розсіяне сонячне світло. Каудекс повинен бути в тіні.

### Температура
Взимку аденії необхідно утримувати при температурі в 15 ° C (мінімальна температура 7 ° C). Аденія прекрасно може переносити високу літню температуру, так як ця рослина прийнято вважати посухостійким. Оптимальна температура для аденії це температура в 25 °C — 26 °C.

### Полив
Полив для аденії необхідний регулярний в літній період і дуже обережний помірний взимку.

### Вологість
Для аденії необхідно сухий зміст у зимовий період.

### Підживлення
Підживлення для аденії необхідно вносити раз або два на місяць в період вегетації рослини. Як підгодівля використовується добриво для кактусів або сукулентів.

### Пересадка
Для пересаджування аденії краще всього підібрати кислий повітропроникний ґрунт. Субстрат також повинен бути пухкий, добре дренований, з домішкою піску.

### Розмноження
Розмножується аденія насінням і живцюванням. При розмноженні рослини живцями не утворюється каудекс (декоративний наріст на кореневище рослини). Краще надати розмноження цієї рослини досвідченому квітникарю.

### Деякі особливості
Аденія — це отруйна рослина. Періодично в аденії можуть жовтіти листя або підсушуватися листя. Швидше за все, вашій рослині не вистачає вологості, особливо в зимовий період.